# Jaap Krijtenburg
Jaap Friso (Jaap) Krijtenburg (Eindhoven, 16 mei 1969) is een Nederlands roeier. Hij vertegenwoordigde Nederland bij verschillende grote internationale wedstrijden. Zo won hij tweemaal zilver bij de wereldkampioenschappen en nam hij deel aan de Olympische Spelen.
In 1992 nam hij op 23-jarige leeftijd deel aan de Spelen van Barcelona. Hij kwam hierbij uit op het roeionderdeel vier zonder stuurman. De roeiwedstrijden werden gehouden op het Estanty de Banyolos op circa 130 kilometer van het olympisch dorp. De Nederlandse boot kwalificeerde zich via 6.01,19 (series) en 6.00,55 (halve finale) voor de finale. Daar werden de Nederlanders uitgeschakeld met een tweede tijd van 5.59,14 en een vijfde plaats. De finale werd gewonnen door Australië met een winnende tijd van 5.55,04.
In zijn actieve tijd was hij aangesloten bij de Amsterdamse studenten roeivereniging ASR Nereus.
Hij was, met onder anderen Nico Rienks en Ronald Florijn, een van de roeiers die in 1990 het project van de Holland Acht begonnen, dat Nederland na bijna 100 jaar weer een medaille zou moeten bezorgen bij de Olympische Spelen van 1996 in Atlanta. De ploeg won, maar uiteindelijk zonder Krijtenburgs deelname. De achtergronden van zijn vertrek uit deze vriendenploeg werden in 2008 uiteengezet in de documentaire "De gouden droom van de Holland Acht" van het televisieprogramma 'Andere Tijden Sport'.

## Palmares

### roeien (dubbel twee)
- 1987: 10e WK junioren - 4.56,58

### roeien (vier zonder stuurman)
- 1990:  WK - 5.53,41
- 1991: 5e WK - 6.38,04
- 1992: 5e OS - 5.59,14

### roeien (acht met stuurman)
- 1993: 5e WK - 5.42,79
- 1994:  WK - 5.25,10
- 1995:  WK - 5.55,54

Bart Peters · 
Niels van der Zwan · 
Jaap Krijtenburg · 
Sven Schwarz